# Savio Hon Tai-Fai
Savio Hon Tai-Fai (Hong Kong, 21 ottobre 1950) è un arcivescovo cattolico cinese, dal 24 ottobre 2022 nunzio apostolico a Malta e dal 18 maggio 2023 nunzio apostolico in Libia.

## Biografia
Nasce ad Hong Kong, sede vescovile, il 21 ottobre 1950.

### Formazione e ministero sacerdotale
Dopo gli studi in una scuola salesiana, fa la sua prima professione religiosa il 15 agosto 1969, mentre emette i voti perpetui il 15 agosto 1975.
Il 17 luglio 1982 è ordinato presbitero ad Hong Kong dal vescovo John Baptist Wu Cheng-chung (poi cardinale); appartiene alla provincia salesiana della Cina, che comprende Cina, Hong Kong, Macao e Taiwan.
Consegue la laurea in filosofia presso l'Università di Londra e il dottorato in teologia presso la Pontificia Università Salesiana di Roma.
Ricopre vari incarichi all'interno del suo ordine, dove è segretario provinciale. Diviene membro della Pontificia accademia di teologia, nel 1999; moderatore del Capitolo generale del 2002 all'interno del suo ordine; membro della Commissione teologica internazionale, dal 2004. È inoltre professore di teologia presso il seminario di Hong Kong, autore di diverse pubblicazioni, soprattutto di teologia e responsabile della traduzione in cinese del Catechismo della Chiesa cattolica.

### Ministero episcopale
Il 23 dicembre 2010 papa Benedetto XVI lo nomina segretario della Congregazione per l'evangelizzazione dei popoli e arcivescovo titolare di Sila; succede a Robert Sarah, precedentemente nominato presidente del Pontificio consiglio "Cor Unum". Il 5 febbraio 2011 riceve l'ordinazione episcopale, con gli arcivescovi Marcello Bartolucci, Antonio Guido Filipazzi, Celso Morga Iruzubieta e Edgar Peña Parra, nella basilica di San Pietro in Vaticano, per imposizione delle mani dello stesso pontefice, co-consacranti i cardinali Angelo Sodano e Tarcisio Bertone.
Dal 6 giugno al 30 novembre 2016 ricopre anche l'ufficio di amministratore apostolico sede plena dell'arcidiocesi di Agaña.
Il 28 settembre 2017 papa Francesco lo nomina nunzio apostolico in Grecia.
Lo stesso papa lo nomina il 24 ottobre 2022 nunzio apostolico a Malta e il 18 maggio 2023 nunzio apostolico in Libia.

## Genealogia episcopale e successione apostolica
La genealogia episcopale è:
- Cardinale Scipione Rebiba
- Cardinale Giulio Antonio Santori
- Cardinale Girolamo Bernerio, O.P.
- Arcivescovo Galeazzo Sanvitale
- Cardinale Ludovico Ludovisi
- Cardinale Luigi Caetani
- Cardinale Ulderico Carpegna
- Cardinale Paluzzo Paluzzi Altieri degli Albertoni
- Papa Benedetto XIII
- Papa Benedetto XIV
- Papa Clemente XIII
- Cardinale Bernardino Giraud
- Cardinale Alessandro Mattei
- Cardinale Pietro Francesco Galleffi
- Cardinale Giacomo Filippo Fransoni
- Cardinale Antonio Saverio De Luca
- Arcivescovo Gregor Leonhard Andreas von Scherr, O.S.B.
- Arcivescovo Friedrich von Schreiber
- Arcivescovo Franz Joseph von Stein
- Arcivescovo Joseph von Schork
- Vescovo Ferdinand von Schlör
- Arcivescovo Johann Jakob von Hauck
- Vescovo Ludwig Sebastian
- Cardinale Joseph Wendel
- Arcivescovo Josef Schneider
- Vescovo Josef Stangl
- Papa Benedetto XVI
- Arcivescovo Savio Hon Tai-Fai, S.D.B.

La successione apostolica è:
- Arcivescovo Ryan Pagente Jimenez (2016)
- Vescovo Sandro Overend Rigillo, O.F.M. (2023)